# 坤輿万国全図
坤輿万国全図（こんよばんこくぜんず、繁: 坤輿萬國全圖）は、明末にカトリック宣教師マテオ・リッチ（利瑪竇）が作成した世界地図。「亜細亜」「赤道」など、漢語に翻訳されたヨーロッパの地理用語や地名などが記されている。「坤輿」は大地や地球の意。

## 概要

坤輿万国全図（東北大学附属図書館狩野文庫の写本）

イタリア出身の宣教師マテオ・リッチが作成した漢訳版世界地図であり、地球球体説を基にして六枚一組にして、卵型の図形の中心に中国を描き、他に天文図なども含んだ。当時の中国人の世界観に大きな影響を与えた。1602年に北京で刊行され、鎖国時の日本にも輸入されたり、『坤輿万国全図』という名で摸本が作られたりして、世界についての知識の典拠となった。
「日本海」という呼称の初出と言われている。
日本では現在、宮城県図書館及び京都大学図書館に数部が保管されており、宮城県図書館ではそのレプリカが常設展にて公開されている。模写としては東北大学附属図書館狩野文庫、古河歴史博物館などが所蔵する。